# Nordlig silverkungsfiskare
Nordlig silverkungsfiskare (Ceyx flumenicola) är en fågel i familjen kungsfiskare inom ordningen praktfåglar.

## Utbredning och systematik
Fågeln förekommer i centrala Filippinerna (Bohol, Samar och Leyte). Tidigare betraktades den som en underart till Ceyx argentatus och vissa gör det fortfarande.

## Status
IUCN kategoriserar arten som nära hotad.